# Підзахаричі
Підзаха́ричі — село в Усть-Путильській сільській громаді Вижницького району Чернівецькій області України. Населення становить 443 особи. 

## Історія
Засноване 1774 року. Територія, на якій пізніше заснували село входила до складу Київської Русі, пізніше — Галицько-Волинської держави. В часи середньовіччя перебувала у складі Молдовського князівства. У 1775 Габсбурги відібрали у ослабленої Османської імперії Буковину і до 1918 року село перебувало у складі Австрійської монархії як частина імперського краю Буковина.
З 28 листопада 1918 року село, як і весь буковинський край було окуповане Румунією. Водночас протягом 1918-1939 років село перебувало у прикордонній зоні Румунії та Польщі, кордон пролягав по річці Черемош.
З 1940 року у складі УРСР. Вже 1941 року румуни, як союзники Німеччини, тимчасово відновили свою окупаційну владу в селі.

## Населення

### Мова
Розподіл населення за рідною мовою за даними перепису 2001 року:
| Мова       | Кількість | Відсоток |
| ---------- | --------- | -------- |
| українська | 442       | 99.77%   |
| російська  | 1         | 0.23%    |
| Усього     | 443       | 100%     |

## Відомі люди
- Харов'юк Данило Юрійович — український письменник;
- Колотило Ксенія Іванівна — українська майстриня-художниця.
- Продан Ісидор Савич – український і російський філософ.

## Галерея

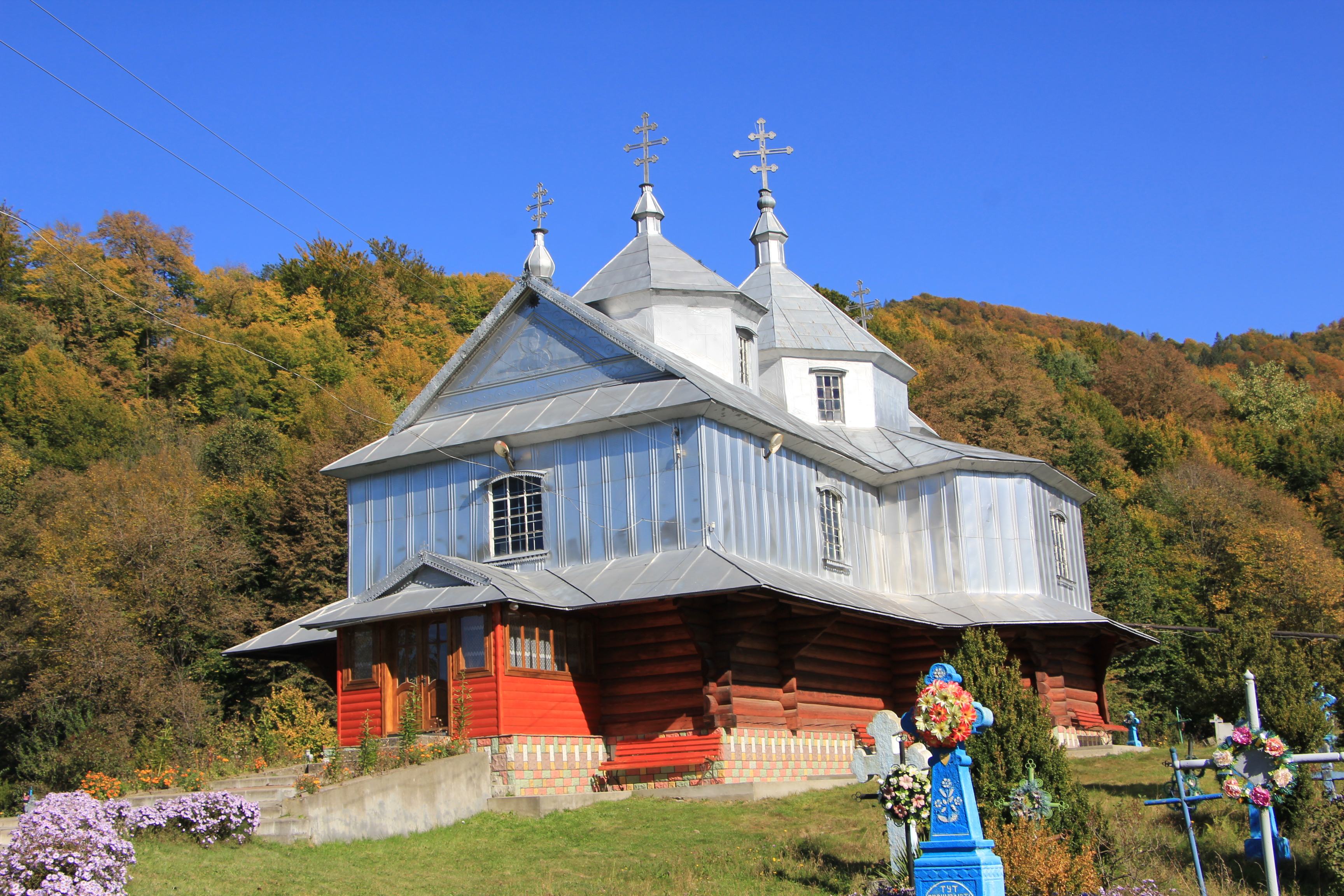
Дерев'яна церква Св. Василя 1876р.
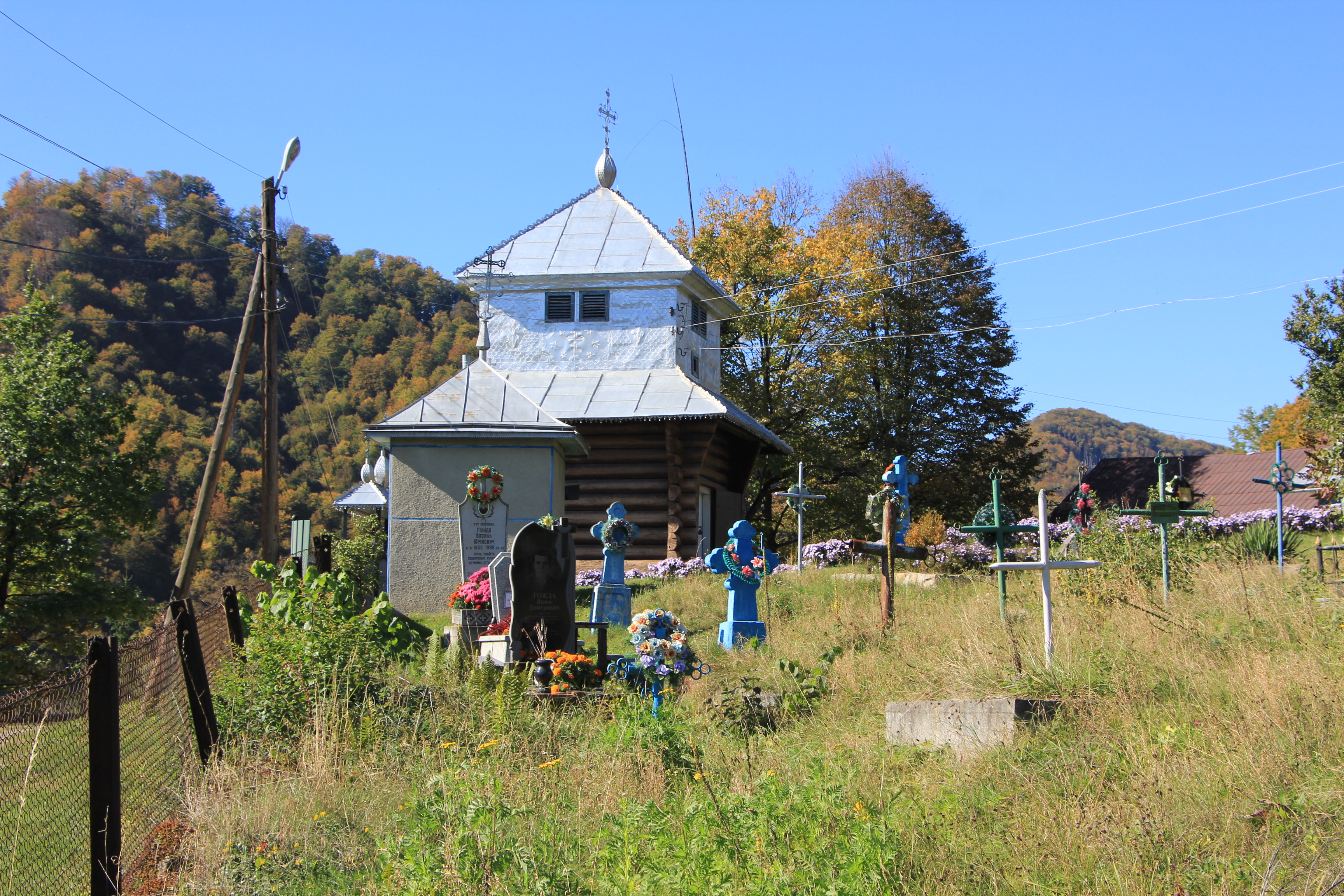
Дерев'яна церква Св. Василя 1876р. Дзвіниця.
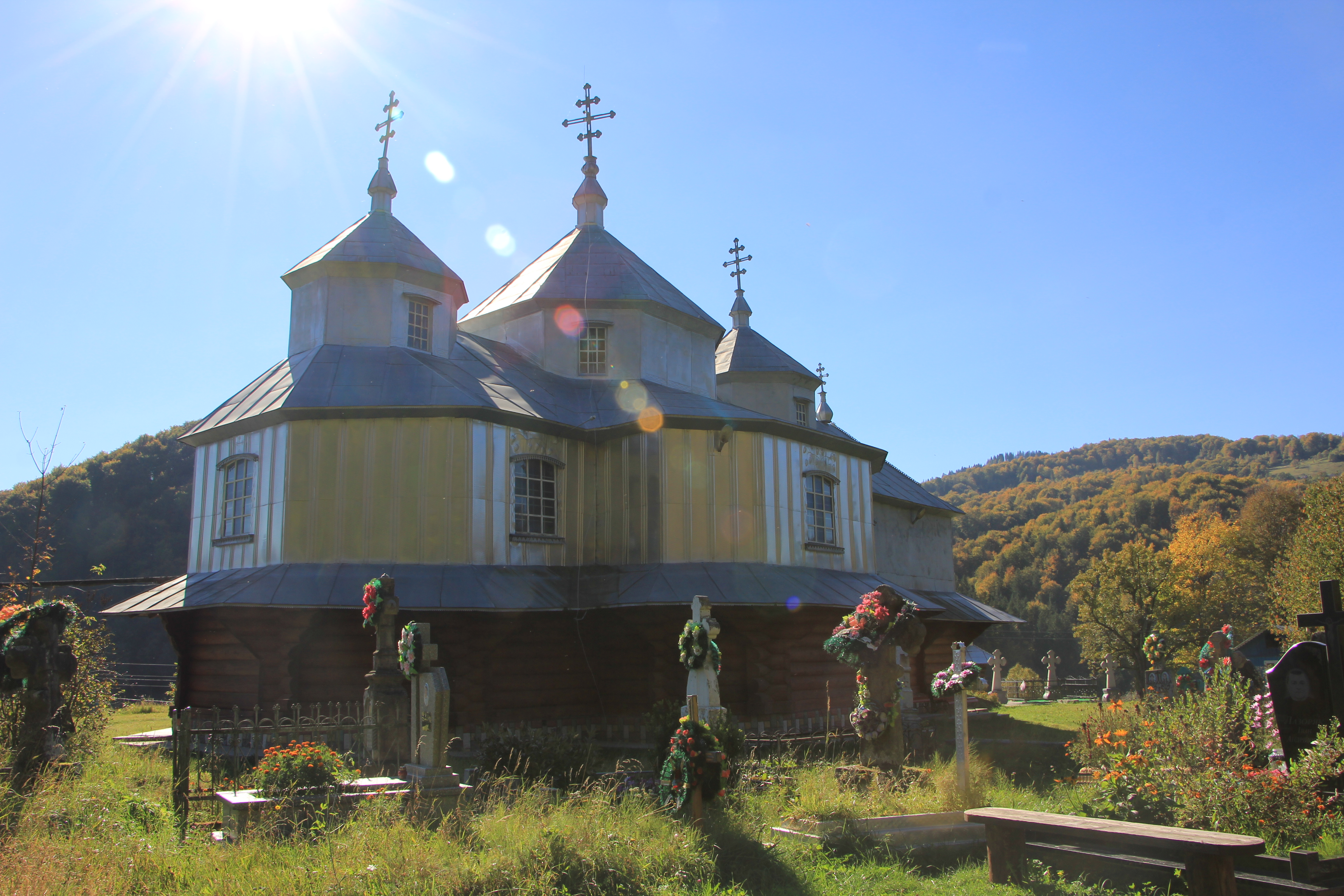
Дерев'яна церква Св. Василя 1876р.
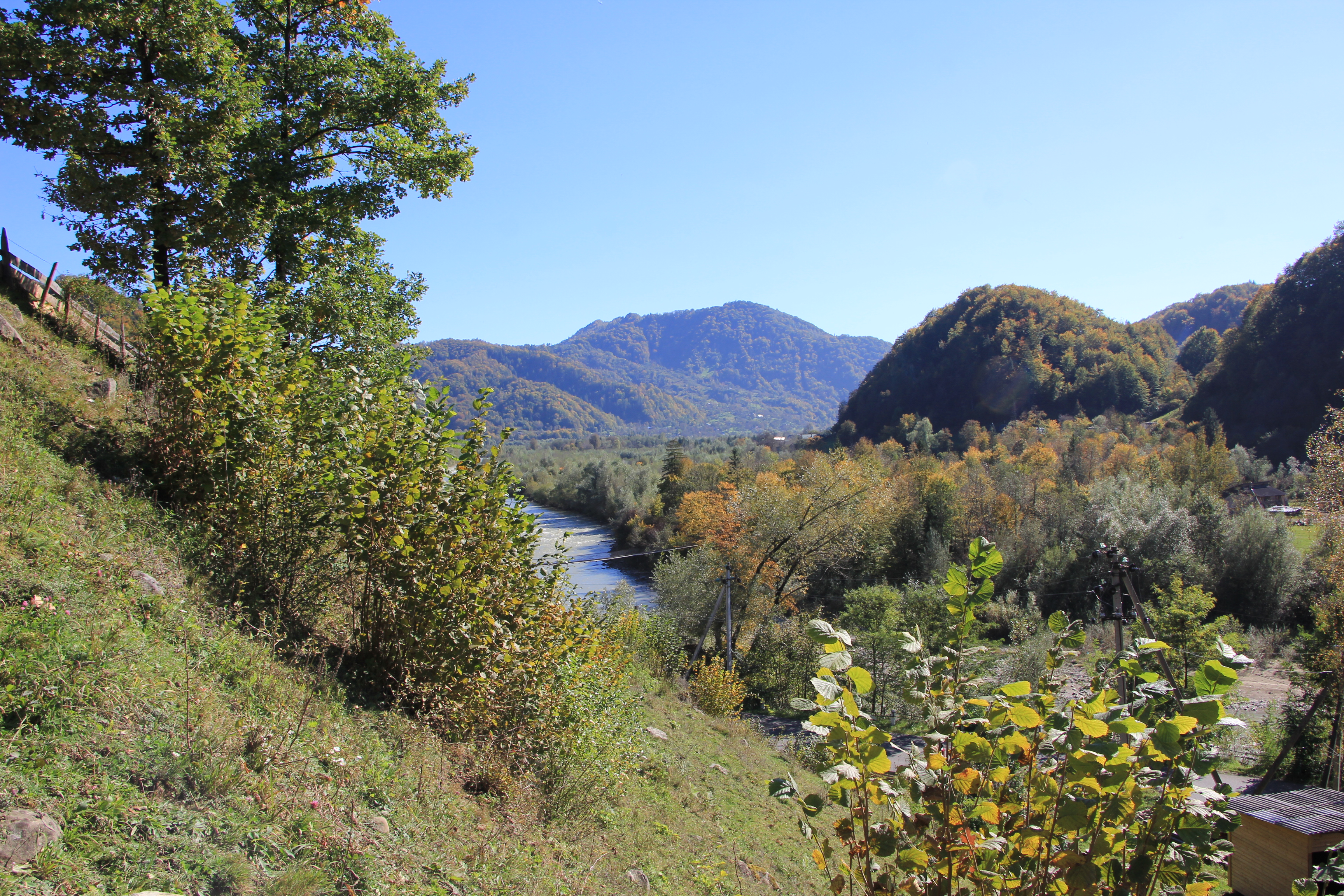
Вигляд на долину Черемошу з подвір'я церкви Св. Василя